# Griggsia cyathea
Griggsia cyathea är en svampart som beskrevs av F. Stevens & Dalbey 1919. Griggsia cyathea ingår i släktet Griggsia, klassen Dothideomycetes, divisionen sporsäcksvampar och riket svampar.   Inga underarter finns listade i Catalogue of Life.